# Saegesser-Zeichen
Das Saegesser-Zeichen ist ein Symptom bei einem Riss der Milz (Milzruptur) und anschließender Einblutung in die bindegewebige Kapsel der Milz.
Es handelt sich beim Saegesser-Zeichen um einen Druckschmerz im Phrenikusdruckpunkt oder Milzpunkt. Dieser befindet sich zwischen dem Rand des linken Musculus sternocleidomastoideus und Musculus scalenus anterior etwa zwei bis vier Zentimeter oberhalb des Schlüsselbeins. Ursächlich für diesen Schmerz ist eine plötzlich auftretende Kontraktion der linken Zwerchfellseite und damit verbundenen Reizung des Nervus phrenicus.
Benannt ist das Saegesser-Zeichen nach dem Schweizer Chirurgen Max Saegesser (1902–1975), der es 1938 erstmals beschrieb.
Beim Kehr-Zeichen handelt es sich hingegen um eine Schmerzausstrahlung und Hyperästhesie in der linken Schulter bei Milz- oder Eileiterruptur.